# Pamphagella suturalis
Pamphagella suturalis är en insektsart som beskrevs av Marius Descamps och Wintrebert 1966. Pamphagella suturalis ingår i släktet Pamphagella och familjen gräshoppor. Inga underarter finns listade i Catalogue of Life.